# Mistrovství Evropy v plaveckých sportech 2002
Mistrovství Evropy v plaveckých sportech za rok 2002 proběhlo v Berlíně, Německo ve dnech 25. července až 4. srpna 2002.
Soutěže
- Plavání
- Plavání na otevřené vodě
- Skoky do vody
- Umělecké plavání